# Watertoren (Maassluis)
De watertoren van de Nederlandse stad Maassluis heeft bestaan van 1890 tot 1972.
In 1890 werd allereerst de NV Maassluische Waterleiding Maatschappij opgericht. Deze particuliere onderneming startte vervolgens nog dat jaar de bouw van de watertoren in Maassluis naar ontwerp van de architecten J.C. van Wijk en C.W. Hogendijk. Bijzonder aan het ontwerp is de rechthoekige, bakstenen schacht met daarin onder andere woonruimtes voor de werknemers. De 27 meter hoge toren kreeg bovenin een ijzeren vlakbodemreservoir van 100 m³. In 1891 was de bouw van de watertoren gereed en startte de levering van leidingwater uit de naastgelegen Nieuwe Waterweg.
Rond 1920 kampte men met grote problemen om Maassluis te voorzien van drinkwater in afdoende hoeveelheid en van goede kwaliteit. Onder meer was de waterinname uit de Nieuwe Waterweg ernstig vervuild met bacteriën. In 1922 nam daarop de gemeente Maassluis de onderneming over. Binnen enkele jaren is een chloorgasinstallatie in werking gesteld en tevens werden er extra bassins voor het bezinken, filteren en opslaan van water op het terrein van de watertoren aangelegd. Het meermaals dieper uitbaggeren van de Nieuwe Waterweg bracht daarnaast voor het drinkwater het probleem met zich mee dat het zeewater steeds verder landinwaarts kon komen. Onder meer is er vanaf 1935 een waterboot (Maeslantsluys) in dienst gekomen die zoet water uit de Oude Maas kon halen. 
Al begin jaren 1920 werd er geopperd via het Rotterdamse waterleidingbedrijf af te nemen. De definitieve overstap vond uiteindelijk halverwege de jaren 1960 plaats en het water wordt via de Berenplaat verkregen. De voor de watervoorziening overbodig geworden watertoren is in 1972 gesloopt.